# فودمونت
فودمونت (بالفرنسية: Vaudémont)‏، هي بلدية في فرنسا، تقع في إقليم مورت وموزيل، في منطقة غراند إيست.

## أعلام
- مارغريت من لورين